# Igreja Católica na República Democrática do Congo
A Igreja Católica na República Democrática do Congo (também conhecida por Congo-Quinxassa, ou Zaire, até 1997) é parte da Igreja Católica universal, em comunhão com a liderança espiritual do Papa, em Roma, e da Santa Sé. A Igreja Católica é a instituição com maior credibilidade no país.

## História

### Do cristianismo florescente ao declínio

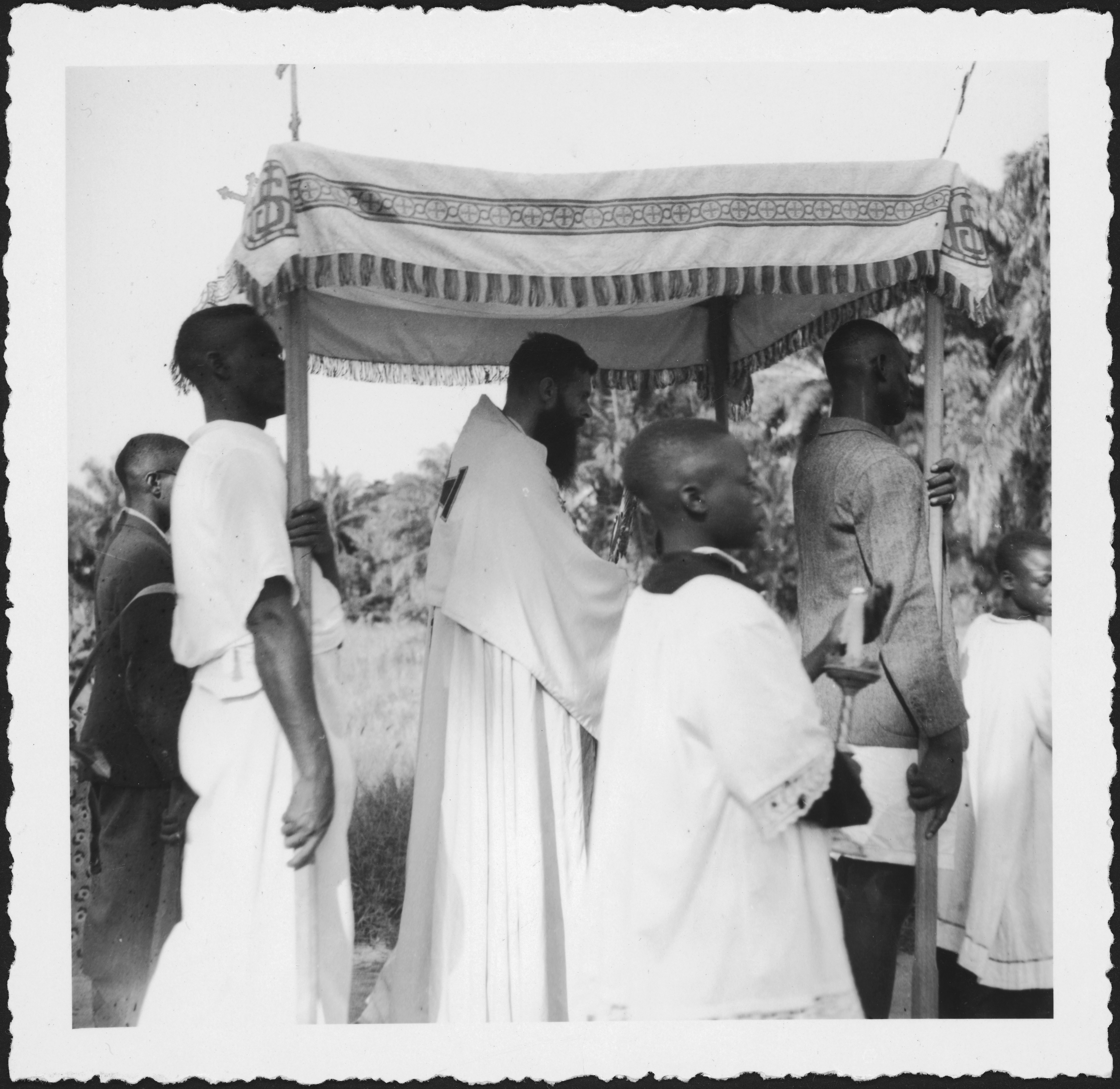
Procissão de Corpus Christi no Congo Belga, fotografada na década de 1940.

Embora o explorador português Diogo Cāo tenha descoberto e reivindicado a região ao redor da foz do Rio Congo, em 1484, as tentativas de explorar e desenvolver o interior seriam apenas parcialmente bem-sucedidas após as explorações de David Livingstone e Henry Morton Stanley nas décadas de 1860 e 1870. Cão enviou alguns dos líderes nativos para Lisboa, onde foram apresentados à realeza na corte e instruídos na fé católica. Quando esses homens retornaram no ano seguinte, eles converteram o rei local. Franciscanos portugueses, sacerdotes regulares e seculares iniciaram uma evangelização sistemática e muito bem-sucedida na região do Rio Congo em 1490. O rei Nzinga foi batizado em 1491, havendo então a ereção da igreja de São Salvador (hoje em dia no norte de Angola) em sua capital, a qual tornou-se sede de um bispado em 1597. Ele desenvolveu ao longo da margem esquerda do Congo um reino cristão inspirado em Portugal. O cristianismo se espalhou amplamente na região. Em 1518, foi ordenado Dom Henrique, consagrado bispo titular de Utica, tornando-se o primeiro bispo nativo da África negra. Até sua morte, em 1535, ele permaneceu no Congo.
Tanto no Congo, como em Angola, ao sul, as missões experimentaram ganhos e reveses alternados, em parte devido à dificuldade de ensinar a fé aos povos nativos, aos efeitos desmoralizantes do tráfico de escravos e às incessantes guerras tribais. Apesar das frequentes petições dos reis congoleses em busca de mais missionários, a metrópole insistia em seus direitos de padroado e admitia apenas os portugueses como missionários, embora se tornasse cada vez menos capaz de fornecê-los. Em 1640, a Congregação para a Propagação da Fé criou a Prefeitura Apostólica do Congo, que foi confiada aos capuchinhos italianos. Um seminário, inaugurado em 1682, formou vários padres nativos. No entanto, durante a década de 1760, as políticas anticlericais do Marquês de Pombal feriram gravemente a Igreja em todos os territórios portugueses, e o rápido declínio da missão se seguiu no século XIX.

### Reerguendo as missões
Em 1865, o Congo em boa parte voltou ao paganismo, até que os padres espiritanos assumiram a responsabilidade pela região do baixo rio Congo e estabeleceram uma missão em Boma, dez anos depois. Em 1878, os padres brancos belgas haviam penetrado as seções orientais do Lago Tanganyika; sua província foi confiada ao Vicariato Apostólico do Alto Congo, criado em 1888. Depois que o rei Leopoldo II da Bélgica recebeu o controle do Estado Livre do Congo, a maior parte da região foi confiada à Congregação do Imaculado Coração de Maria (também chamados missionários de Scheut). Os esforços missionários, que continuaram depois que a Bélgica assumiu o controle da região, em 1908, continuaram sendo prejudicados pelo cruel comércio de escravos continuado pelos árabes e portugueses, e dificuldades adicionais, como clima, doenças e viagens, causaram um grande impacto aos missionários.

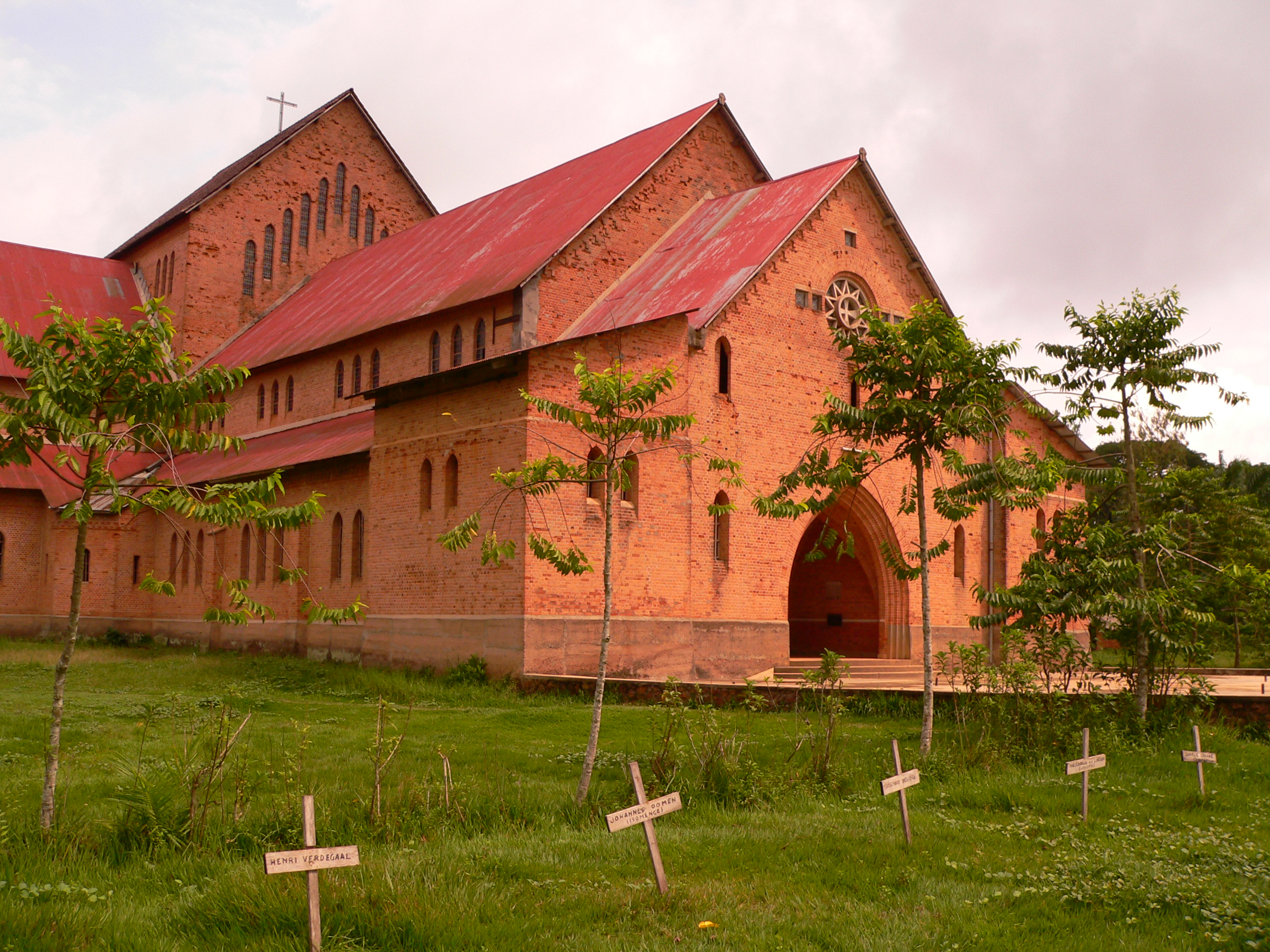
Catedral de Basankusu.

Durante a Primeira Guerra Mundial, as missões definharam, mas a infraestrutura aprimorada de estradas e comunicações construída após a guerra facilitou a evangelização, resultando em rápido crescimento. A população católica, era de 350.000 em 1921, aumentou para 1.700.000 em 1941 e atingiu 4.000.000 em meados da década de 1950. O primeiro sacerdote nativo foi ordenado em 1917 e um bispo congolês foi consagrado em 1956. A hierarquia foi estabelecida em 1959. Em meados do século XX, o Congo tinha a maior comunidade católica do mundo. A educação católica, especialmente nas escolas primárias, progrediu muito depois de 1924, quando começou a receber subsídios do governo. Dois terços das escolas de ensino fundamental passaram a ser administrados pelos católicos, em comparação com um quarto dos protestantes. Infelizmente, a estabilidade da região terminou com o surgimento do movimento de independência do domínio belga, que culminou em um novo governo em 30 de junho de 1960.

### Congo independente
Os distúrbios civis em toda a região após a independência resultaram no abandono de muitas missões e no retorno à prática das religiões tribais indígenas, que toleravam a poligamia. Muitos padres e religiosos homens e mulheres foram massacrados em meio a uma crescente onda de fervor nacionalista africano. Em novembro de 1965, um golpe militar trouxe ao poder o presidente Mobutu Sese Seko, que reprimiu a rebelião e a guerra civil em Katanga, Stanleyville e Kwilu e permitiu que o país começasse a se reconstruir. No início da década de 1970, a região possuía uma das economias mais fortes da África.
Anos depois, Mobutu iniciou a "política de autenticidade", que combinava os escritos do nacionalista africano Patrice Lumumba, o movimento de negritude e a influência do líder comunista chinês Mao Tsé Tung em uma filosofia projetada para promover a revolução política e identidade cultural, o que acabou por desintegrar-se em má administração econômica, corrupção e culto à personalidade. Em 1972, por causa de seu protesto contra a visão da política de autenticidade, o cardeal congolês Joseph-Albert Malula foi forçado a exilar-se em Roma. Dois anos depois, o comitê central do Movimento Popular da Revolução (MPR) de Mobutu adotou uma nova constituição anticristã, incorporando as chamadas "grandes decisões de radicalização". Mobutu foi declarado um Messias; o "mobutuísmo" recebeu o status de religião e o MPR tornou-se uma igreja. O MPR também foi declarado o único partido político legal. A liberdade de informação deixou de existir e as propriedades da Igreja foram confiscadas. Os nomes cristãos, incluindo os de muitas vilas e cidades do país, foram suprimidos, a religião foi removida dos currículos escolares e todas as solenidades cristãs foram transferidas para o domingo, incluindo até mesmo o Natal, que deixou de ser feriado. Fotos e imagens sagradas foram substituídas por uma foto de Mobutu. Os seminários menores confiscados foram convertidos pelo estado em escolas públicas, enquanto as unidades de jovens do MPR foram introduzidas nos principais seminários. Foram proibidas as reuniões da Conferência Episcopal Zairense.
Para a igreja, as políticas anticristãs de Mobutu foram uma tragédia. O Concílio Vaticano II, em meados da década de 1960, provocou transformações positivas, como a realização da Comissão pela Evangelização, em 1969, de um projeto monumental de inculturação da liturgia eucarística no Zaire, que culminaria na aprovação do missal pelo Vaticano para as dioceses do Zaire em 1988. Partida dos temas inspiradores do Vaticano II, a Conferência Episcopal do Zaire foi forçada a se concentrar na defesa da liberdade religiosa, da liberdade da Igreja e dos direitos das pessoas em um período de revolta política e recessão econômica até 1972. Apesar das restrições impostas eles, os bispos, bem como o franco Cardeal Malula abordaram repetidamente questões sociais e econômicas, reafirmaram os princípios fundamentais e atacaram o caráter secular do mobutuísmo. As cartas pastorais Tous solidaires et responsables (1977) e Appel au redressement da la Nation (1978) nomearam corajosamente o "mal zairense" e suas causas, enquanto renovavam o compromisso da Igreja de combater o mal e promover um desenvolvimento sustentável. Em 1985, eles publicaram uma carta pastoral sobre o significado da independência política e uma avaliação de 25 anos de independência no Zaire. A maioria dos documentos da década de 1990 teve o tema predominante da democracia e da reconstrução da nação. Outras cartas pastorais tratavam mais diretamente de assuntos religiosos. Outra indicação da relevância da Conferência dos Bispos Católicos foi a declaração conjunta sobre a reconciliação feita durante a Conferência Nacional com os líderes de outras denominações religiosas, incluindo os ortodoxos, os protestantes, os kimbanguistas e os muçulmanos.
No final da década de 1970, a economia regional declinou devido à queda nos preços do cobre. Rebeliões em 1977 e 1978 fizeram com que Mobutu começasse a moderar sua posição. Uma nova constituição revisada em abril de 1978 moderou ainda mais as opiniões do governo diante da oposição da Igreja que já reunia quase metade da população do país. Em 1980, o aniversário de 100 anos de atividade missionária na África Central, levou a primeira visita pastoral do Papa João Paulo II à África. O papa foi recebido pelo governo, então Zaire, para uma segunda visita cinco anos depois.
Antes da independência, a Igreja operava quase todas as escolas da região, com seus objetivos de eliminar o analfabetismo, a criação da primeira universidade nacional do país, a promoção do entendimento intercultural e o crescente uso de línguas nativas na sociedade. Enquanto o controle da educação mudou para o estado, em 1974, e as escolas e seminários da Igreja foram colocados sob controle estrito do governo, em 1986 essa situação se inverteu com a restauração da educação privada e retomando a política anterior a 1961 que permitia que as crianças fossem educadas em conformidade com sua religião. Os bispos católicos tiveram um papel importante nesse processo de retorno da influência católica na política, emitindo uma declaração que reafirmava o que consideravam direitos e princípios de educação incansáveis, para a criança, os pais, o estado e a Igreja. Eles incentivaram o estímulo à iniciativa privada na educação, em substituição ao controle exclusivo do estado. Posteriormente, o número de escolas particulares aumentou significativamente.
As principais universidades estatais da região estavam localizadas em Quinxassa (fundada como Universidade Lovanium sob os auspícios católicos), Lubumbashi e Quissangane (protestante). Embora o governo tenha tentado, em 1971, fundir as universidades de Lubumbashi, Quinxassa e Quissangane à Universidade Nacional do Zaire, a qual era de administração pública, o experimento fracassou e as três universidades finalmente recuperaram sua autonomia. Durante a fusão, o governo suprimiu as escolas confessionais da Universidade Nacional e, em 1974, os bispos católicos decidiram organizar uma escola de teologia como uma unidade separada e autônoma. Assim, a primeira escola de teologia na África negra nasceu e se desenvolveu nas Faculdades Católicas de Quinxassa (1988), sob o controle direto da Conferência Episcopal do Zaire. Uma das universidades mais respeitadas do país, compreendia escolas de filosofia, teologia, ciências e tecnologia do desenvolvimento e comunicação social. Em 1977, o governo zairense assinou um memorando de entendimento com as comunidades católica, protestante, quimbanguista e islâmica a respeito da gestão das escolas e do ensino da disciplina de Religião no currículo.

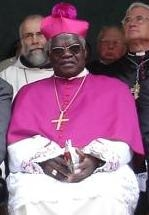
Cardeal Laurent Monsengwo Pasinya.

Em meados da década de 1980, o país estava novamente mergulhado no caos. O fim da Guerra Fria, que dera ao Zaire sua importância estratégica como coração do continente africano, resultou em uma preocupação quanto ao declínio e quanto à sua estabilidade interna pelas superpotências ocidentais. A pobreza extrema, a desnutrição e as doenças explodiram. Em 1990, essas coisas combinadas ao colapso da economia do país e o que os bispos chamaram de "morte" do estado, provocaram uma oposição renovada a Mobutu e seu governo. Mediante solicitação pública, o arcebispo Laurent Monsengwo Pasinya, então presidente da Conferência Episcopal, presidiu a reunião e, em 1992, estava ajudando a elaborar uma nova constituição. Em 1996, o arcebispo Christophe Munzihirwa Mwene Ngabo morreu em circunstâncias suspeitas. Em janeiro de 1999, rebeldes que tentavam derrubar o governo de Kabila massacraram centenas de moradores no sudeste. Igrejas nas regiões orientais ocupadas por tropas de Uganda e Ruanda também foram alvejadas por essas tropas, acusadas de envolvimento nos ataques aos tutsis em 1994 (ver: Genocídio em Ruanda e Genocídio no Burundi). O bispo Emmanuel Kataliko, de Bukavu, foi exilado sob suspeita de incitar resistência, enquanto os relatórios continuavam a circular. Outros padres e freiras violentamente foram violentamente atacados e igrejas foram destruídas. A situação dos milhares de refugiados ruandeses e burundianos que vivem nos campos do nordeste também permaneceu um motivo de preocupação, pois a ajuda humanitária se tornou cada vez mais rara devido à violência. Também foram suspeitas represálias do governo Kabila contra refugiados hutus. Os bispos congoleses se uniram aos líderes protestantes e muçulmanos do país em março de 2000 para iniciar uma campanha de reconciliação propícia à formação de uma paz duradoura. Enquanto as forças da ONU entraram na região em julho de 1999, os bispos temiam que fossem de pouca dissuasão à violência continuada em uma região tão vasta.

## Atualmente
No ano 2000, havia 1.259 paróquias atendidas por 2.350 padres diocesanos e 1.365 sacerdotes religiosos. Outros religiosos incluíam aproximadamente 1.475 irmãos e 6.400 irmãs, muitas das quais estavam envolvidas na operação das 6.700 escolas primárias e 2.046 secundárias da Igreja. A religião é ensinada na escola e faz parte do currículo oficial. Diversos grupos religiosos gerenciam grande número de instituições, como escolas, centros de saúde, orfanatos e órgãos de comunicação. Em relação à comunicação social, a maior parte dos canais televisivos e das estações de rádio em Quinxassa pertencem a comunidades cristãs.

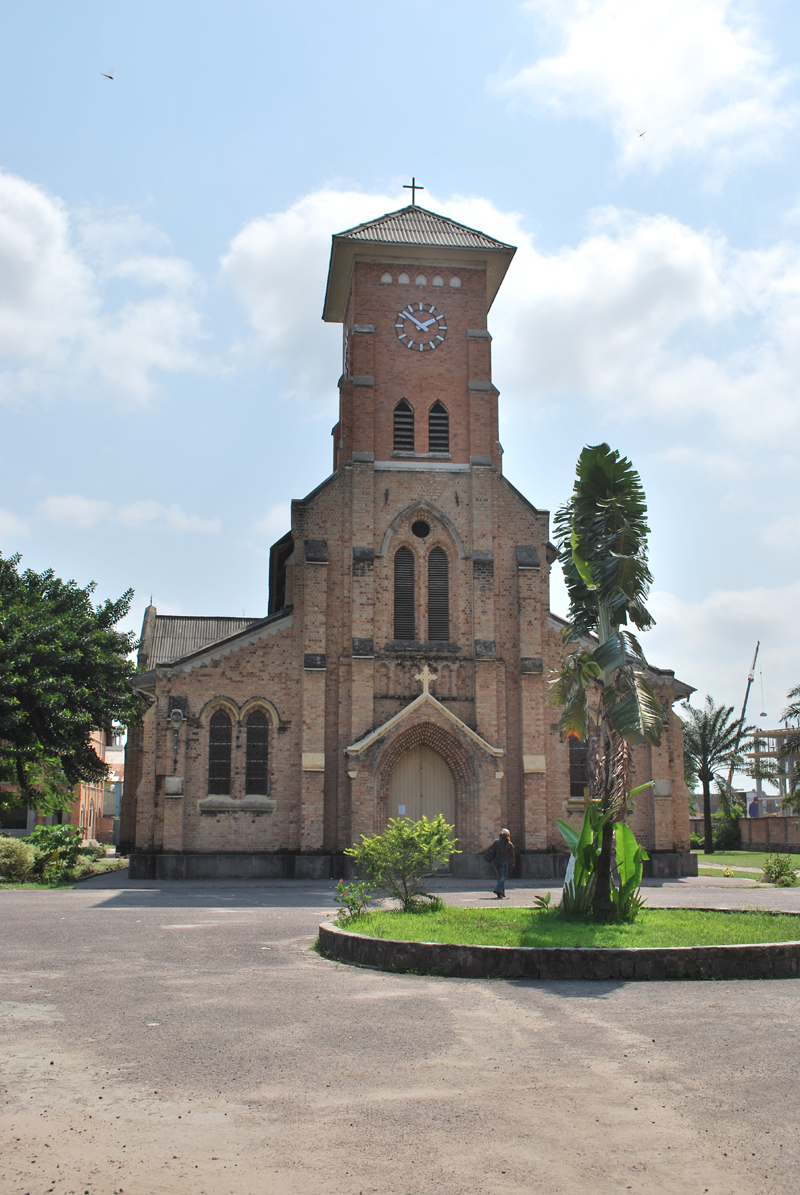
Igreja de Santana, em Quinxassa.

Devido às ondas de criminalidade juvenil, fenômeno conhecido como Kolunas, sair à noite em Quinxassa e em algumas outras vilas pode ser perigoso. Para evitar qualquer risco, os fiéis de diferentes denominações acabam passando toda a noite nas igrejas, até de madrugada. O Relatório da Liberdade Religiosa de 2016, publicado pela Fundação Pontifícia Ajuda à Igreja que Sofre, referia que as autoridades congolesas e a Conferência Episcopal Nacional do Congo (CENCO) estavam "em rota de colisão desde 2014", devido à proposta do Presidente Joseph Kabila de estender sua permanência no cargo além dos dois mandatos permitidos pela Constituição. Ascendeu-se uma crise política na segunda metade de 2016 depois de se tornar claro que as eleições marcadas não iriam ocorrer e que o presidente planejava manter-se para além de 2016. Desse modo, no dia 31 de dezembro desse ano, a CENCO ajudou a negociar um acordo de última hora entre os principais lados da crise, o qual ficou conhecido como Acordo de São Silvestre, acordando-se que o Presidente Kabila não se iria candidatar a um terceiro mandato ou tentar alterar a Constituição e que as eleições seriam realizadas antes do final de 2017. Sob estas condições, Kabila permaneceria em função durante o período de transição, confirmado pelo Supremo Tribunal. Entretanto, a falta de compromisso por parte do lado de Kabila para com o acordo levou os bispos a retirarem-se. Isto definhou as relações entre a Igreja e as autoridades políticas. Isto refletiu até mesmo no cancelamento de uma visita que o Papa Francisco faria ao país em março de 2017. O Departamento de Estado Norte-Americano expediu um relatório em março de 2017 "elogiamos os esforços incansáveis da CENCO na mediação", e que os EUA "apoiam firmemente o papel de continuidade da CENCO no processo e apoiam o apelo público da CENCO para que ambos os lados redobrem esforços para ultrapassarem os pontos de discórdia". Informações internacionais foram divulgadas que o Acordo de São Silvestre também foi dificultado por outras denominações cristãs, igrejas e seitas favorecidas pelo governo, enfraquecem a denúncia da Igreja Católica.
Ataques contra as instituições religiosas ocorreram na Província de Cassai, que até então estava envolvida em um violento conflito desde 2016, assim como a capital, Quinxassa. No dia 18 de fevereiro de 2017, o Seminário maior da capital foi atacado por homens armados alegadamente pertencentes a uma milícia local, a Kamwina Nsapu. O Padre Richard Kitenge Muembo, reitor do seminário, disse: "Partiram sistematicamente todas as portas dos quartos dos sacerdotes e queimaram os nossos pertences". No dia seguinte, um grupo de 12 agressores invadiu a Igreja de São Domingos em Quinxassa e destruiu mobiliário, e, após, profanou o sacrário. Ao mesmo tempo, os moradores de Quinxassa relataram ter encontrado folhetos anônimos nas ruas apelando pela "destruição das igrejas e escolas católicas" e de comunidades religiosas em geral. Um grupo de irmãs carmelitas também foi atacado. O Comitê Laico de Coordenação (CLC) apelou para que os católicos se unissem em manifestações pacíficas após a Missa de domingo, 31 de dezembro de 2017, para exigirem que os partidos políticos respeitassem o acordo, se envolvessem em diálogo político e respeitassem a Constituição. As forças de segurança responderam aos protestos pacíficos com violência. Até agosto de 2017, a Igreja divulgou um balanço da repressão governamental: sessenta paróquias profanadas e fechadas, 31 centros de saúde católicos saqueados, 141 escolas católicas destroçadas e fechadas, 3698 casas destruídas, 20 povoados completamente destruídos.

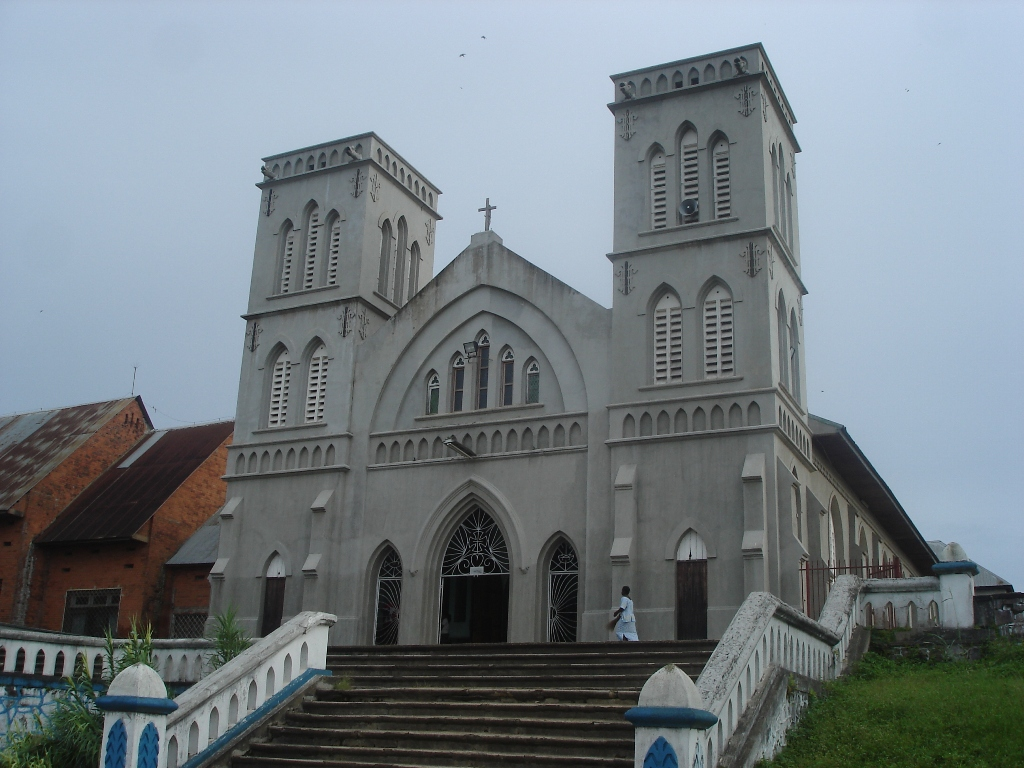
Catedral de Nossa Senhora do Santíssimo Rosário, da Arquidiocese de Kisangani.

Os líderes religiosos também culparam as forças de segurança por ataques durante o Ano Novo que ocorreram, gerando um saldo de 134 igrejas e capelas atacadas por todo o país. Os ataques foram interpretados pela ACN como um "ataque em massa tático e deliberado por parte do governo do Presidente Kabila contra a posição que a Igreja Católica assumiu". No dia 3 de janeiro de 2018, o Cardeal Laurent Monsengwo emitiu uma declaração para "denunciar e condenar as ações dos nossos chamados homens valentes de uniforme, cujas ações são pura barbárie". O Núncio Apostólico para a República Democrática do Congo também condenou a "reação desproporcionada das forças de segurança contra as manifestações pacíficas". No dia 12 de janeiro, as forças de segurança atacaram paroquianos que realizavam uma procissão em terrenos da catedral de Quinxassa. O Padre Jean Nkongolo pediu-lhes que parassem de disparar e o Padre Cikongo descreveu a situação: "[Um] policial disparou uma bala de borracha sobre ele, apontando diretamente para os seus olhos, mas, graças a Deus, o Padre Nkongolo reagiu rapidamente e deslocou a cabeça, afastando-se da bala. Senão, esta tê-lo-ia atingido nos olhos, tendo, pelo contrário, passado de raspão na sua face". O Padre Cikongo também afirmou que o Padre Nkongolo viu uma mulher ser atingida na cabeça, mas ela acabou sobrevivendo. O CLC apelou à realização de novas manifestações pacíficas em resposta à violência, às quais o governo respondeu com mais violência. Em muitos casos, as igrejas ficaram cercadas pelos soldados até a manhã seguinte. Testemunhas relataram que a polícia fechou diversas igrejas. Usaram gás lacrimogêneo e balas verdadeiras para impedir que as pessoas saíssem da igreja e se juntassem aos protestos. Em diversos momentos, as forças de segurança invadiram Missas, dispararam para dentro das igrejas, espancaram os fiéis e forçaram as pessoas a sair. Um católico da paróquia São Miguel no bairro Bandalungwa disse: "Enquanto estávamos rezando, os soldados e os policiais entraram aos tiros na igreja e nos separaram. Muitas pessoas caíram no chão e alguns paramédicos tentaram reanimar as senhoras mais idosas que tinham desmaiado, mas o sacerdote não parou a celebração da Missa".
Mais de uma dezena de polícias usaram gás lacrimogêneo e bombas de fumaça contra cerca de 300 fiéis noutra igreja no bairro popular de Barumbu. Os paroquianos mostravam as suas Bíblias e cantaram cânticos religiosos à medida que os policiais tentavam marchar. No dia seguinte, o Cardeal Monsengwo desafiou uma vez mais as autoridades com uma mensagem muito forte: "Será que estamos numa prisão a céu aberto? Como é que [as forças de segurança] matam homens, mulheres e crianças e idosos que cantam hinos religiosos?... Queremos que a força da lei vigore e não a lei da força." O cardeal apelou a que os cristãos se mantenham firmes "sem nunca cederem à violência". No dia 10 de fevereiro de 2018, os sacerdotes e religiosos sujeitos à Arquidiocese de Quinxassa publicaram uma carta dirigida às autoridades políticas do país na qual denunciaram a violência usada durante os protestos: "Se vocês sentem a obrigação de reprimir com violência o direito das pessoas a manifestarem-se, devem também olhar para os sacerdotes que têm uma obrigação de denunciar estes atos bárbaros... Ainda assim, tenham a certeza disto: vocês têm armas, mas a vitória será de Deus". A carta terminava denunciando atos de brutalidade sofridos por alguns sacerdotes: "Testemunhamos um terror nunca antes visto nesta cidade, incluindo um sacerdote a quem tiraram as roupas em público. É frequente os sacerdotes serem abusados, insultados mesmo nos meios de comunicação estatais, brutalizados e raptados durante o exercício dos seus deveres pastorais".

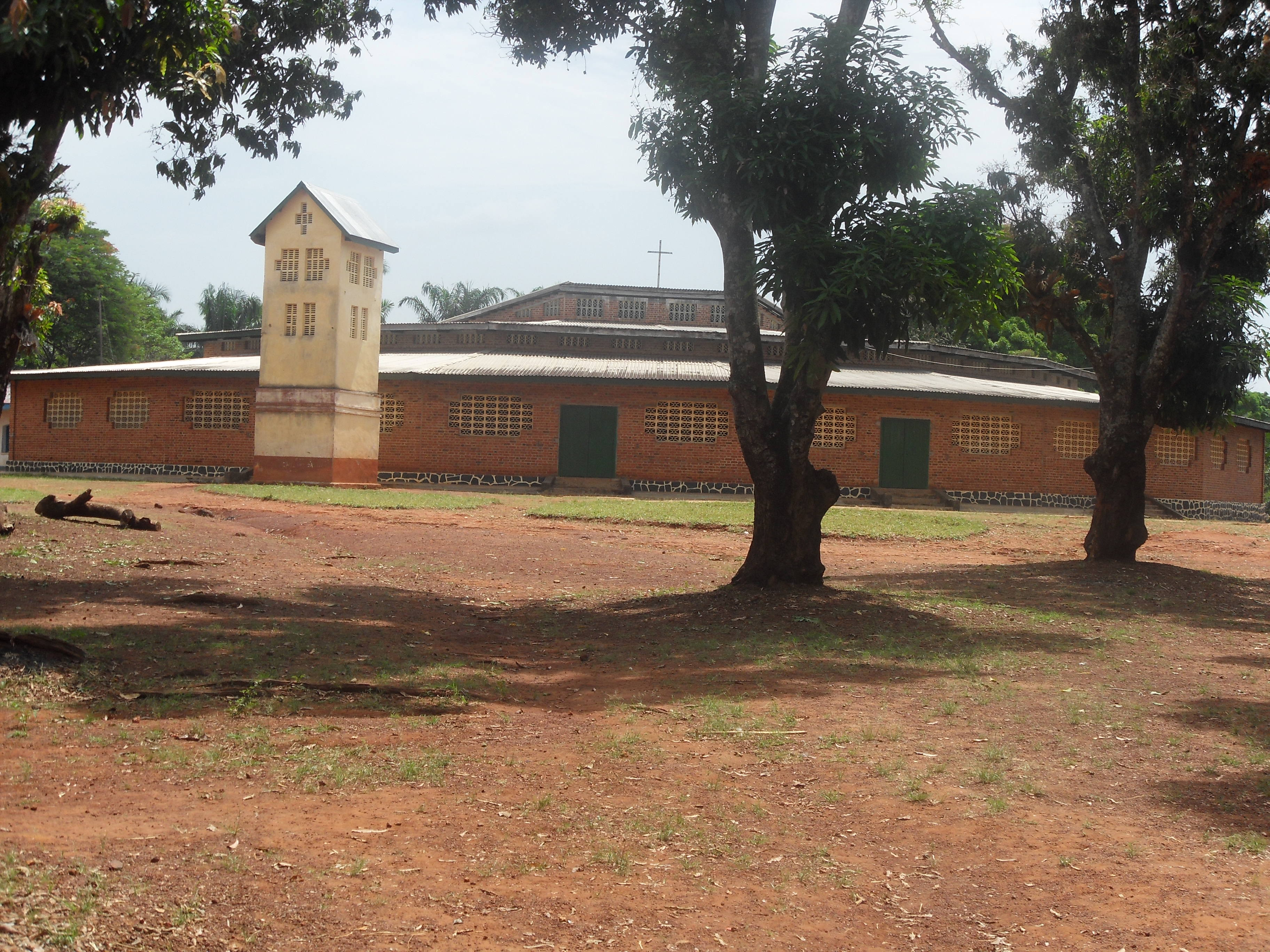
Igreja católica em Aba.

Neste período, vários outros incidentes de intimidação foram relatados. Em 3 de fevereiro de 2018, a polícia deteve o Padre Sebastien Yebo. As autoridades foram-no buscar à Igreja de St Robert em Quinxassa, quando ele estava a acabar de celebrar Missa, e levaram-no para um local desconhecido. Uma irmã religiosa testemunhou o assalto e rapto. Um homem não identificado teria filmado o sacerdote com um celular. A irmã disse que "um veículo da polícia chegou, a polícia saiu do veículo, começou a espancar o sacerdote e depois atirou-o para dentro do jipe e foi-se embora com ele". No dia seguinte, o Padre Yebo foi libertado. Disse que tinha sido interrogado sobre o alegado papel no financiamento da Kamwina Nsapu, a milícia rebelde que opera na província de Cassai. O CLC apelou a novas manifestações para 25 de fevereiro de 2018, no final da Missa dominical. Novamente manifestações pacíficas terminaram em violência. Sacerdotes católicos continuaram a ser alvos de raptos. Na noite de 16 de julho de 2017, os padres Pierre Akilimali e Charles Kipasa foram raptados por homens armados na paróquia Nossa Senhora dos Anjos, em Bunyuka, Diocese de Beni-Butembo.o Até maio de 2018, ambos os sacerdotes continuavam desaparecidos. Anteriormente, em outubro de 2012, três sacerdotes congoleses assuncionistas, os Padres Jean-Pierre Ndulani, Anselme Wasikundi e Edmond Bamutut, foram raptados em sua paróquia, Notre-Dame des Pauvres de Mbau, a cerca de 20 quilômetros da vila de Beni. O seu paradeiro permanece desconhecido. Depois dos raptos de julho, o Arcebispo Utembi Tapa de Kisangani apelou a que os grupos armados não confundam o papel pastoral da Igreja com uma percepção de “interferência” política.
No dia 22 de janeiro de 2018, homens armados não identificados raptaram o Padre Robert Masinda e dois agrônomos, juntamente com três outras pessoas da paróquia de Bingo. Todos foram libertados pelos seus captores dois dias mais tarde. Algumas pessoas especularam que os raptores poderiam ter sido soldados que procuravam um resgate. Outro sacerdote, o Padre Célestin Ngango, da paróquia de Karambi na Diocese de Goma, no bairro de Kivu Norte, foi raptado no dia 1º de abril de 2018, Domingo de Páscoa, em Nyarukwangara, território de Rutshuru, quando regressava à sua paróquia depois de celebrar uma Missa. Seus captores exigiram um resgate de US$ 50.000. Depois de ter sido pago um resgate cujo valor não foi divulgado, o Padre Ngango foi libertado, no dia 5 de abril. Outro sacerdote, o Padre Etienne Nsengiunva, de 38 anos de idade, também da diocese de Goma, foi assassinado no dia 8 de abril enquanto almoçava com alguns fiéis, após celebrar uma Missa, e um homem armado invadiu a casa e o matou a tiros.
Nas eleições gerais de 30 de dezembro de 2018, foi declarada a vitória de Felix Tshisekedi, porém a Igreja Católica, convidada a ser observadora da apuração dos votos, questionou os resultados. Os representantes católicos afirmaram que em uma contagem paralela feita, e, sem anunciar diretamente o vencedor, foi divulgado que a vitória teria sido de Martin Fayulu. No dia 15 de abril de 2019, quatro símbolos da Igreja local em Tshumbe foram, de forma quase simultânea, atacados. Tratou-se da Procuradoria da Lodja São Desiré, de um Convento das Irmãs São Francisco de Assis de Tshumbe, do Liceu Dikongelo e da Escola primária Irmãs Afumba.

## Organização territorial
O catolicismo está presente no país com seis arquidioceses e 41 dioceses, todas listadas abaixo:
| - Bukavu - Butembo-Beni - Goma - Kasongo - Kindu - Uvira | - Kananga - Kabinda - Kole - Luebo - Luiza - Mbujimayi - Mweka - Tshilomba - Tshumbe | - Quinxassa - Boma - Idiofa - Inongo - Kenge - Kikwit - Kisantu - Matadi - Popokabaka | - Kisangani - Bondo - Bunia - Buta - Doruma–Dungu - Isangi - Isiro–Niangara - Mahagi–Nioka - Wamba | - Lubumbashi - Kalemie–Kirungu - Kamina - Kilwa–Kasenga - Kolwezi - Kongolo - Manono - Sakania–Kipushi | - Mbandaka-Bikoro - Basankusu - Bokungu–Ikela - Budjala - Lisala - Lolo - Molegbe |

## Liturgia
O uso zairense do rito romano, informalmente chamado de rito zairense, é uma adaptação da missa comum da Igreja combinado a elementos da cultura africana, em um processo que recebe a designação de inculturação, e que recebeu a aprovação da Santa Sé em 1988, durante o pontificado de São João Paulo II. Essa adaptação do rito romano tem um missal próprio autorizado para as dioceses congolesas,  e a estrutura de sua liturgia é inspirada na chamada palabre africana (reconciliação após um confronto com o chefe da aldeia). A missa começa com a invocação dos santos e dos antepassados dos diferentes clãs, e a celebração é marcada por movimentos corporais coreografados. Geralmente é destacado um típico sentido de solidariedade africana expresso particularmente na oferta de dons no altar para os pobres. No dia 1º de dezembro de 2019, o Papa Francisco realizou algo até então inédito: celebrou uma missa em rito zairense na Basílica de São Pedro no Vaticano, por ocasião do aniversário de 25 anos da fundação da capelania católica da comunidade congolesa de Roma.  O Pontífice repetiu o mesmo gesto no dia 2 de julho de 2022, a fim de demonstrar sua proximidade à comunidade e à própria República Democrática do Congo. A celebração contou com a participação do Chorale Bondeko, que canta nos quatro idiomas nacionais da República Democrática do Congo (lingala, tshiluba, suaíli e kikongo) com um repertório clássico latino e italiano. O coral já animou celebrações na Basílica de São João de Latrão, e na abertura do Sínodo da África. Em seu prefácio do missal zairense, o Papa Francisco afirmou que este é "um rito promissor para outras culturas". Ele também afirmou esse é o "único rito inculturado da Igreja Latina aprovado após o Concílio Vaticano II".

## Conferência Episcopal
A reunião dos bispos do país forma a Conferência Episcopal Nacional do Congo, que foi criada em 1962.

## Nunciatura Apostólica
A atual Nunciatura Apostólica da República Democrática do Congo foi elevada à atual classificação e denominação em 1997, porém tendo recebido diversas classificações e nomes desde a colonização do país, os quais incluem:
- 30 de janeiro de 1930: erigida com o nome de Delegação Apostólica do Congo Belga
- 1946: Renomeada para Delegação Apostólica do Congo Belga e de Ruanda-Urundi
- 1960: Renomeada para Delegação Apostólica do Congo e de Ruanda-Urundi
- 1962: Renomeada para Delegação Apostólica do Congo e de Ruanda
- 16 de fevereiro de 1963: Elevada e renomeada para Nunciatura Apostólica da República Democrática do Congo
- 1977: Renomeada para Nunciatura Apostólica do Zaire
- 1997: Renomeada para Nunciatura Apostólica da República Democrática do Congo

## Visitas papais
O país foi visitado pelo Papa São João Paulo II por duas vezes, ambas quando estava sob a denominação de Zaire: em 1980, juntamente com Quênia, Congo, Gana, Burquina Faso e Costa do Marfim; e em 1985, juntamente com Togo, Costa do Marfim, Camarões, República Centro-Africana, Quênia e Marrocos.
No dia 6 de maio de 1980, encerrava-se a visita do Papa São João Paulo II, em comemoração ao centenário da evangelização do país — que, até então, ainda se chamava Zaire. Em seu discurso de encerramento feito no Aeroporto de Bangboka, Kisangana, o Sumo Pontífice afirmou:
| “ | O centenário da evangelização permitiu-nos dar graças a Deus por tudo o que foi realizado a partir da semente do Evangelho trazida por valorosos missionários. A Igreja cresceu e floresceu, como uma árvore bem enraizada na terra do Zaire. A seiva é a da Igreja universal, porque não há senão uma só fé, um só batismo, um só Senhor, um só Espírito, um só Deus e Pai de todos. Mas os seus frutos têm também, e devem ter, o sabor da África e, mais especialmente, deste país e das famílias que o compõem. A comunidade católica está confiada a bispos nascidos nesta terra, em comunhão com o sucessor de Pedro. [...] Não me refiro apenas à da perseverança, já meritória. Refiro-me antes à etapa do progresso na fé e na santidade. O Cristo, presente entre vós, deve penetrar no mais profundo da vossa alma africana, com a sua cultura — pensamento, sentimentos e aspirações humanas — para a "salvar", no sentido de que Deus enviou o seu Filho para "salvar" o mundo (cfr. Jo 3, 17), isto é, resgatá-lo, elevá-lo, transfigurá-lo. É a obra do Redentor; mas todos e cada um de vós tendes nela uma parte de responsabilidade. | ” |
|   | — Papa São João Paulo II em seu discurso de encerramento da visita pastoral do Zaire, em 1980. |   |

Em outra ocasião, o Papa São João Paulo II voltou novamente ao Zaire, em 1985, e no dia 15 de agosto fez seu discurso aos membros do governo, destacando-se:
| “ | Quero saudar a toda a nação zairense e expressar meu carinho por este grande país, que acaba de festejar os 25 anos de sua independência. Durante todo este período, superando muitas dificuldades e provações, o Zaire pôde afirmar sua personalidade de país respeitado por seus semelhantes e por conseguir um notável progresso. Vós conseguistes consolidar a unidade de um país com vastas proporções e com grande diversidade humana e natural. Desejo vivamente , que permita o bem-estar de cada um. | ” |
|   | — Papa São João Paulo II em seu discurso a membros do governo zairense, em 1985. |   |

## Santos

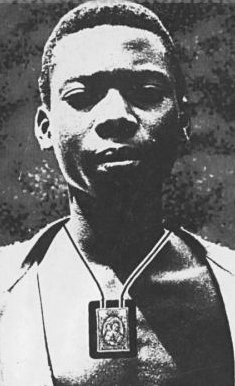
Beato Isidoro Bakanja, conhecido como "mártir do escapulário".

### Beatos
- Isidoro Bakanja: Nascido em Bokendela, no Congo, por volta do ano 1890. De família pobre, era lavrador. Seu batismo ocorreu em 1906, a partir do seu encontro com missionários carmelitas, que doaram a ele um rosário e o escapulário de Nossa Senhora do Carmo. Por esse motivo é conhecido como o "mártir do escapulário". Sua grande devoção à Virgem Maria o fazia rezar diariamente, enquanto trabalhava. Certo dia, obrigado a deixar de fazer suas orações e de usar seus símbolos religiosos, decidiu abandonar seu posto. Como castigo, foi chagado em suas costas com açoites, vindo a falecer por não resistir aos ferimentos.[32]
- Maria Clementina Anuarite Nengapeta: Nasceu em 1939, filha de pais pagãos em Wamba. Foi batizada juntamente com a mãe e irmãs. Desde criança costumava dizer: "Quero o trabalho de Deus". Tornou-se religiosa celibatária na congregação belga das irmãs da Sagrada Família, onde desempenhou diversas funções. Em 29 de novembro de 1964 foi raptada por rebeldes simbas, junto de outras irmãs, e acabou sendo morta dois dias depois, por não ter aceitado ter relações com o capitão dos sequestradores, Olombe. Há relatos de que ela respondeu: "Prefiro morrer do que ser sua".[33]
- Francisco Spoto: Nasceu em 8 de julho de 1924, em Raffadali (Itália). Recebeu de seus pais uma educação profundamente católica. Entrou no Seminário da Congregação dos Missionários Servos dos Pobres em Palermo, em 1936. Durante os anos de seminário nasceu nele a paixão pelos estudos, que se traduziu na sua breve vida, numa sólida preparação, claramente visível nos seus escritos, cartas e homilias. Foi ordenado sacerdote em 22 de julho de 1951, dedicando seu ministério às obras de sua ordem, e à evangelização do Zaire. No fim de 1964, ele e três irmãos de hábito foram obrigados a deixar a missão e a vagar sem rumo, escondendo-se e procurando fugir dos Simba que os seguiam para os assassinar. Em 3 de dezembro, seus companheiros foram capturados, mas ele conseguiu escapar, escondendo-se durante a noite na mata. Na manhã seguinte, encontrou os três companheiros livres, milagrosamente ilesos. Alguns dias depois foi atacado por dois guerrilheiros e, devido às violentas pancadas, permaneceu paralisado. Era sempre transportado numa espécie de maca, ao prosseguirem a fuga para evitar nova captura. Morreu em 27 de dezembro de 1964, após ter recebido o sacramento da unção dos enfermos.[34]
- Floribert Bwana Chui: Nasceu em 13 de junho de 1981, em Goma. Era membro da Comunidade de Santo Egídio. Tornou-se comissário de danos no Escritório de Controle Congolês (OCC), uma organização da autoridade nacional de controle de alfândega e mercadorias, onde era responsável por avaliar a conformidade dos produtos que cruzavam a fronteira leste da República Democrática do Congo. Ao recusar suborno para permitir a entrada de toneladas de alimentos estragados e tóxicos, foi sequestrado, torturado e morto entre 7 e 8 de julho de 2007.[35][36][37] Foi reconhecido como mártir pelo Papa Francisco em 25 de novembro de 2024[38] e beatificado em 15 de junho de 2025 na Basílica de São Paulo Fora dos Muros.[39]

### Servos de Deus
- Mártires de Kikwit[40]